# Five Year Diary
Five Year Diary és un projecte documental que va començar a gravar-se l'any 1981 i va ser completat l'any 1997. Va ser rodat amb una càmera Super-8 i dirigit per la cineasta estatunidenca Anne Charlotte Robertson, que va utilitzar el documental a manera de diari personal i com a carta de presentació de la seva vida per al seu futur marit.
Amb una duració de 38 hores, les gravacions es divideixen en 83 episodis d'uns trenta minuts cadascun, que es corresponen a vuit bobines de pel·lícula. La directora va barrejar tècniques de stop-motion, experimentals i purament documentals. Aquests episodis corresponen amb esdeveniments de la vida de la mateixa Robertson: a visit to a relative, a nervous breakdown, the traumatic death of a family member.
En enfocar la càmera cap a la seva vida diària, Robertson va descobrir una manera d'autoteràpia vital que s'expressa més directament a través de les múltiples capes de monòleg parlat que sovint superposa les seves imatges (alguns interpretats en viu durant les projeccions del film). Robertson va captar el so en una pel·lícula a la vegada que la imatge. Va crear una banda sonora de diverses capes gravant cassets per reproduir-los juntament amb les pel·lícules. Els seus shows tenien un element de performance: Robertson va parlant durant la projecció del film i, en alguna ocasió, engega la ràdio.
Five Year Diary també ofereix un important registre de l'evolució creativa al llarg de la carrera de Robertson com a artista i la seva experimentació amb diverses tècniques i enfocaments per crear una obra complexa, que va des del que és agressiu i emocionalment cru fins al que és líricament tranquil i discret.
Diagnosticada amb trastorns mentals i alimentaris, l'Anne es va enfrontar a diverses avaries i hospitals psiquiàtrics, que són filmats i comentats durant Five Year Diary. Anne va exposar al film la seva vida més quotidiana. Parla sobre la malaltia, l'anorèxia, les ruptures i l'anhel d'amor, les dietes, ser vegetariana, els gats, la jardineria, el tabac, l'alcohol, la pobresa, la depressió i les minuciositats de l'existència. També va considerar que l'experiència cinematogràfica era terapèutica i va citar que el procés l'ajudava a curar la seva depressió.
Actualment, i des del 2012, el Harvard Film Archive té la propietat de Five Year Diary, concedida per la mateixa Robertson. També té els drets intel·lectuals i de distribució de l'obra de Robertson, a part de trenta-cinc curtmetratges acabats, algunes obres de vídeo i fotografies, cintes d'àudio, diaris, cartes, obres d'art i altres objectes que no estan directament relacionats amb les pel·lícules.